# Petersberg (Saxônia-Anhalt)
Petersberg é um município da Alemanha, situado no distrito de Saale, no estado de Saxônia-Anhalt. Tem 102,68 km² de área, e sua população em 2019 foi estimada em 9.498 habitantes.